# Teodósia (irmã de Anfilóquio)
Teodósia (em latim: Theodosia ou Theodosis) foi uma nobre romana do século IV. Era filha de Anfilóquio e Lívia e irmão de Anfilóquio de Icônio e Eufêmio. Ela instruiu Olímpia que ficara órfã ainda na infância e segundo um poema de Gregório de Nazianzo equivalia a Quironte, centauro que instruiu Aquiles. Pensa-se que ela casou-se com o irmão mais velho de nome incerto de Olímpia, fazendo-a mãe de Seleuco.